# Edgar Wright
Edgar Wright (Poole, Dorset; 18 de abril de 1974) es un guionista, productor, actor y director de cine y televisión inglés. Es el director y coguionista de Shaun of the Dead y Hot Fuzz y director de la sitcom Spaced.

## Biografía
Edgar Howard Wright nació el 18 de abril de 1974 en Poole, Dorset, y creció principalmente en Wells, Somerset. Tiene un hermano mayor, Oscar, que es artista. Estudió en The Blue School, Wells, de 1985 a 1992, y se le rinde homenaje con una placa en la escuela. Su profesor de arte dramático, Peter Wild, tuvo posteriormente un cameo en Hot Fuzz.
A los 12 años, Wright llevó a una chica a la película Mannequin (1987), pero no consiguió besarla debido a la presencia de un grupo de chicos. Esto provocó el fin de su romance, y la angustia que Wright experimentó sería decisiva en su carrera.
A finales de los 80 y principios de los 90, dirigió muchos cortometrajes, eran en su mayoría pastiches cómicos de géneros populares, como la inspirada en superhéroes Carbolic Soap y el homenaje a Harry el Sucio Dead Right.
De 1992 a 1994, Wright asistió al Bournemouth and Poole College of Art and Design (ahora Arts University Bournemouth) y obtuvo un ND en Diseño Audiovisual.
En junio de 2018, la Arts University Bournemouth concedió a Wright una beca honorífica. Al recibir el premio, Wright dijo que seguía pensando con mucho cariño en su estancia allí.

## Trayectoria
Wright comenzó a dirigir sus propias películas a los 14 años, mientras asistía a la escuela The Blue School en Wells (su ciudad natal). A los veinte realizó A Fistful of Fingers, una parodia del cine de western, que tuvo un estreno limitado en cines y fue emitida en el canal de cable Sky Movies. Luego dirigió varias comedias para el canal Paramount Comedy del Reino Unido y la BBC, entre ellas Sir Bernard's Stately Homes y Asylum, programa en el que conoció a los actores y guionistas Simon Pegg y Jessica Hynes. En 1999 se unió a Pegg y Hynes para crear Spaced para Channel 4. Wright le dio a Spaced una imagen distinta al género de sitcom, con ángulos de cámara y movimientos traídos del lenguaje del cine de ciencia ficción y terror. Siempre hace evidentes sus influencias y agrega a todas sus producciones lo que llama Homage-O-Meter, un sistema que muestra los directores a los que hace alusión. En 2002, hizo algunas apariciones como un científico y como el técnico Eddie Yorque en las dos temporadas de Look Around You, un programa de la BBC creado por Peter Serafinowicz, integrante del elenco de Spaced. También hizo una breve aparición en Spaced, en la que se lo puede ver, junto con otros creadores de la serie, durmiendo en la vivienda ocupada por Daisy Steiner mientras ella se prepara para mudarse a su nueva casa.
El éxito de crítica de Spaced les allanó el camino a Wright y Pegg para filmar Shaun of the Dead, una comedia de zombis que mezcla el estilo de comedia romántica "Brit flick" con homenajes a los clásicos de terror de George A. Romero y Sam Raimi. La dupla escribió una comedia de acción, Hot Fuzz, cuya producción comenzó en marzo de 2006 y fue estrenada en febrero de 2007 en Reino Unido y en abril de 2007 en Estados Unidos. La trama sigue a Nicholas Angel (Pegg), un oficial de policía transferido de Londres a un pueblo rural de Gloucestershire, donde comienzan a darse una serie de episodios espeluznantes.
Wright dirigió dos videos para su exnovia Charlotte Hatherley: "Summer" y "Bastardo". También dirigió un falso avance para Grindhouse, un programa doble de Quentin Tarantino y Robert Rodriguez. Titulado "Don't", es un avance que se burla de los clichés del cine de terror, con líneas como "Si... estás pensando... en entrar... a... esta... casa... ¡No lo hagas!".
Tiene un hermano, Oscar, artista de cómic, que colabora con los guiones gráficos e imágenes promocionales para sus películas. Por ejemplo diseñó interpretaciones de cómic de los personajes de Shaun of the Dead y creó la animación para PC que Danny Butterman usa en Hot Fuzz, así como el arte para los "Plot Holes" en los DVD de Hot Fuzz y Shaun of the Dead. Estuvo también en el set de la sesión fotográfica para el póster de Hot Fuzz, ayudando a Edgar con el diseño, y dirigió el video de Charlotte Hatherley "Behave".
Wright cita a Jon Spencer Blues Explosion como su banda favorita. Varias canciones de Blues Explosion aparecen en Hot Fuzz, entre ellas una escrita especialmente para la película.

## Trabajos

### Cine
| Año  | Película                                          | Director | Productor | Guionista | Actor |
| ---- | ------------------------------------------------- | -------- | --------- | --------- | ----- |
| 1993 | Dead Right                                        | Sí       | No        | Sí        | Sí    |
| 1994 | A Fistful of Fingers                              | Sí       | No        | Sí        | Sí    |
| 2004 | Shaun of the Dead                                 | Sí       | No        | Sí        | Sí    |
| 2005 | Land of the Dead                                  | No       | No        | No        | Sí    |
| 2007 | Hot Fuzz                                          | Sí       | No        | Sí        | Sí    |
| 2010 | Scott Pilgrim vs. The World                       | Sí       | Sí        | Sí        | No    |
| 2011 | Las aventuras de Tintín: el secreto del Unicornio | No       | No        | Sí        | No    |
| 2013 | The World's End                                   | Sí       | No        | Sí        | No    |
| 2015 | Ant-Man                                           | No       | Sí        | Sí        | Sí    |
| 2017 | Baby Driver                                       | Sí       | Sí        | Sí        | No    |
| 2021 | Last Night in Soho                                | Sí       | No        | Sí        | No    |

### Televisión
| Año       | Programa                    | Director | Actor |
| --------- | --------------------------- | -------- | ----- |
| 1996      | Asylum                      | Sí       | No    |
| 1998      | Is It Bill Bailey?          | Sí       | No    |
| 1998      | Sir Bernard's Stately Homes | Sí       | No    |
| 1999-2001 | Spaced                      | Sí       | Sí    |
| 2002-2005 | Look Around You             | No       | Sí    |